# Marburská univerzita
Marburská univerzita (německy Philipps-Universität Marburg, Filipova univerzita Marburg) je univerzita v německém Marburgu. Založil ji v roce 1527 Filip I. Hesenský a je jednou z nejstarších německých univerzit a nejstarší existující univerzitou světa založenou protestanty. Působilo zde mnoho slavných učenců, např. Giordano Bruno, Michail Lomonosov či Martin Heidegger. Na konci 19. století byla „marburská škola“ jednou z větví novokantovství.
Nyní je Marburská univerzita veřejnou univerzitou státu Hesensko a je nábožensky neutrální. Má asi 25 000 studentů a 7500 zaměstnanců, přičemž sám Marburg má asi 72 000 obyvatel a univerzitní budovy jsou rozmístěny porůznu v centru města. Asi 12 procent studentů je z ciziny, což je v Hesensku nejvyšší zastoupení cizinců na univerzitě. Univerzita nabízí mezinárodní letní univerzitní program a studentské výměny prostřednictvím programu Erasmus.
Marburská univerzita má jednu z nejtradičnějších německých lékařských fakult. Německý svaz lékařů se jmenuje Marburger Bund, tj. Marburský svaz.
V roce 1609 zřídila Marburská univerzita první katedru chemie na světě. V roce 2012 zde bylo otevřeno první německé interaktivní muzeum chemie s názvem Chemicum. Jeho experimentální výukový program má povzbudit mladé lidi, aby studovali přírodní vědy.